# Federico Tedeschini
Federico Tedeschini (Antrodoco, 12 ottobre 1873 – Roma, 2 novembre 1959) è stato un cardinale e arcivescovo cattolico italiano.

## Biografia
Nacque a Antrodoco il 12 ottobre 1873.
Entrò nel seminario diocesano a 11 anni e vi rimase cinque anni, per passare poi al Seminario Pontificio Romano e, dopo un anno, al Seminario Pio. Qui restò fino al 1900.
Si laureò in filosofia, teologia, diritto canonico e civile. Frequentò poi l'Istituto di alta letteratura, fondato da papa Leone XIII.
Il 15 luglio 1896 fu ordinato sacerdote da Domenico Rinaldi, vescovo di Montefiascone.
Vinse il concorso per teologo della cattedrale di Rieti nel 1898 ed ebbe l'autorizzazione a risiedere in Roma, all'Apollinare, per completare i suoi studi.
Monsignor Volpini, nel 1900, lo chiamò in Vaticano e fu nominato minutante della Segnatura di Stato alle dipendenze di monsignor Della Chiesa.
Durante il pontificato di papa Pio X (1903 - 1914) Tedeschini fu nominato Cancelliere dei Brevi Apostolici, al quale egli dette un nuovo ordinamento che è quello attuale.
Nominato papa Della Chiesa e segretario di Stato il cardinal Domenico Ferrata, fu nominato Sostituto della Segreteria di Stato.
Fu collaboratore di papa Benedetto XV (1914 - 1922) nella preparazione remota della Conciliazione fra Stato e Chiesa.
Nel 1922 fu nominato Nunzio Apostolico a Madrid.
Quando ricevette la nomina a cardinale, nel 1933, il governo repubblicano spagnolo lo insignì della Gran Croce di Isabella la cattolica. Prese parte alla soluzione della questione riguardante la Terra Santa e per speciale mandato della Santa Sede, nel 1929, operò la visita apostolica nella Catalogna.
Fu il fondatore dell'Azione Cattolica spagnola.

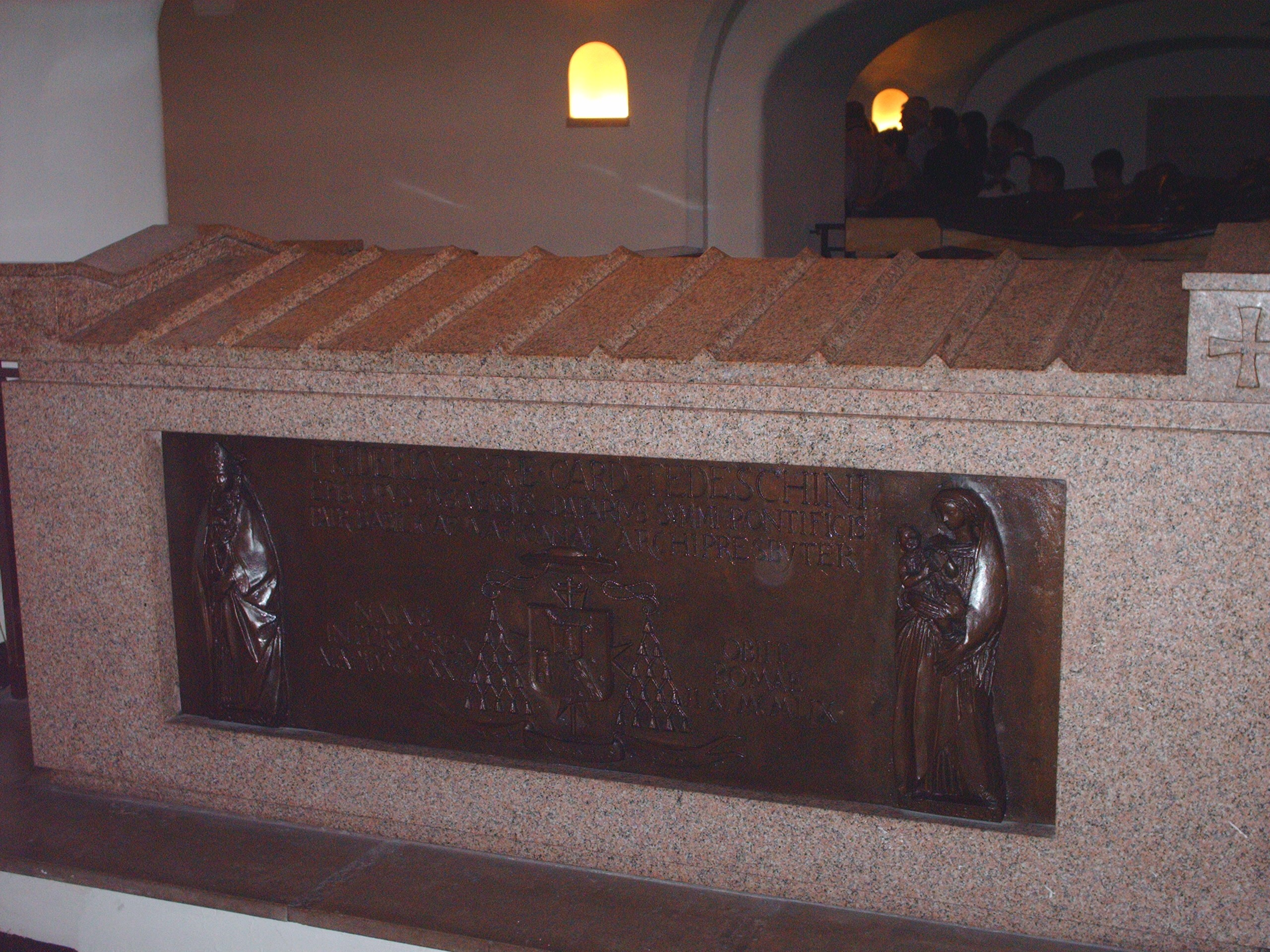
Tomba di Federico Tedeschini nelle Grotte vaticane, al di sotto della Basilica di San Pietro in Vaticano

Richiamò ad Antrodoco (paese di origine in provincia di Rieti) le Figlie di Sant'Anna, alle quali affidò oltre l'asilo anche l'assistenza ai poveri e ai malati.
Donò la villa settecentesca, detta "Mentuccia", alla Congregazione spagnola dei Figli del Cuore Immacolato di Maria di Antonio María Claret y Clará, per farvi svolgere dai padri un'azione religiosa verso gli abitanti di Antrodoco.
Papa Pio XI lo elevò al rango di cardinale nel concistoro del 16 dicembre 1935.
Nel 1938 venne nominato alla Dataria e, nello stesso anno, anche protettore della Società Antischiavistica.
Nel 1939 papa Pio XII lo nominò arciprete della Basilica vaticana.
Nel 1946 celebrò il suo 50º di sacerdozio e il 25º di episcopato.
Nel 1951 fu eletto vescovo suburbicario di Frascati.
Nel 1952 fu legato del Papa al Congresso eucaristico internazionale di Barcellona.
Fu legato papale nel Perù e, nel 1955, presiedette le solenni celebrazioni a Malta.
Alla fine di giugno 1957 consacrò la città di Frascati e tutta la Diocesi Tuscolana al Sacro Cuore di Gesù.
Il Tedeschini chiese a Francisco Franco un titolo nobiliare per il nipote Giovanni Battista Tedeschini Danieli. Nel 1954 fu creato marchese di Santa María de la Almudena.
Morì il 2 novembre 1959, nel palazzo della Dataria, a Roma, all'età di 86 anni.

## Genealogia episcopale e successione apostolica
La genealogia episcopale è:
- Cardinale Scipione Rebiba
- Cardinale Giulio Antonio Santori
- Cardinale Girolamo Bernerio, O.P.
- Arcivescovo Galeazzo Sanvitale
- Cardinale Ludovico Ludovisi
- Cardinale Luigi Caetani
- Cardinale Ulderico Carpegna
- Cardinale Paluzzo Paluzzi Altieri degli Albertoni
- Papa Benedetto XIII
- Papa Benedetto XIV
- Papa Clemente XIII
- Cardinale Marcantonio Colonna
- Cardinale Giacinto Sigismondo Gerdil, B.
- Cardinale Giulio Maria della Somaglia
- Cardinale Carlo Odescalchi, S.I.
- Cardinale Costantino Patrizi Naro
- Cardinale Lucido Maria Parocchi
- Papa Pio X
- Papa Benedetto XV
- Cardinale Federico Tedeschini

La successione apostolica è:
- Vescovo Silverio Velasco Pérez (1925)
- Vescovo Albino González y Menéndez Reigada, O.P. (1925)
- Vescovo Justo Rivas Fernández (1925)
- Vescovo José María Betanzos y Hormaechevarría, O.F.M. (1926)
- Vescovo Manuel Irurita y Almándoz (1927)
- Vescovo Juan Perelló y Pou, M.S.C. (1927)
- Vescovo Nicanor Mutiloa e Irurita, C.SS.R. (1928)
- Vescovo Dionisio Moreno y Barrio (1928)
- Vescovo Salvio Huix Miralpéix, C.O. (1928)
- Arcivescovo Tomás Muniz Pablos (1928)
- Vescovo José María Eguino y Trecu (1929)
- Vescovo Manuel López Arana (1929)
- Vescovo Feliciano Rocha Pizarro (1929)
- Arcivescovo Luciano Pérez Platero (1929)
- Cardinale Manuel Arce y Ochotorena (1929)
- Arcivescovo Antonio García y García (1930)
- Vescovo José Maria Alcaráz y Alenda (1930)
- Vescovo Inocencio López Santamaría, O. de M. (1930)
- Vescovo Justo Antonino de Echeguren y Aldama (1935)
- Vescovo Santos Moro Briz (1935)
- Arcivescovo Marcelino Olaechea Loizaga, S.D.B. (1935)
- Vescovo Antonio Victor Pildain y Zapiain (1937)
- Vescovo Manuel Moll y Salord (1937)
- Vescovo Lucio Crescenzi (1945)
- Vescovo Giulio Bianconi (1945)
- Vescovo Rene Fontenelle (1955)
- Cardinale Pietro Parente (1955)
- Arcivescovo Primo Principi (1956)